# كأس كرواتيا 2005–06
كأس كرواتيا 2005–06 (بالكرواتية: Hrvatski nogometni kup 2005./06.)‏ هو الموسم 15 من كأس كرواتيا. أقيم خلال الفترة 31 أغسطس 2005 وحتى 3 مايو 2006، وأشرف على تنظيمه اتحاد كرواتيا لكرة القدم، وكان عدد الأندية المشاركة فيه 48، وفاز فيه نادي رييكا.